# 朱让核
华阳康僖王朱让核（？—16世纪），明朝华阳恭顺王朱宾泟与王妃邹氏的嫡长子，追封华阳王。
正德五年（1510年）封华阳长子。嘉靖七年（1528年）朱宾泟去世时，朱让核已经去世，《直隶澧州志》记载其陵墓位于澧州果园。他与夫人顾氏的嫡长子朱承爝于嘉靖十三年（1534年）十二月受册袭封，朱让核因而被追封为华阳康僖王。

## 评价
- 《弇山堂别集》卷073：温良好樂，小心畏忌。